# Ligue 1
Ligue 1 (pod sponzorským názvem Ligue 1 McDonald's) je nejvyšší francouzská fotbalová ligová soutěž. Hraje se od roku 1932, kdy se jmenovala National, o rok později se přejmenovala na Division 1. Současný název „Ligue 1“ pojala v roce 2002. Rovněž v sezóně 2021/22 je soutěž pátou nejlépe hodnocenou fotbalovou ligou v Evropě podle koeficientu UEFA, což platí od sezóny 2016/17. Kráčí tak za španělskou La Ligou, anglickou Premier League, německou Bundesligou a italskou Serií A.
Ligue 1 hraje 18 týmů, kde se každý utká každý s každým doma a venku a všechny celky tak odehrají 34 zápasů. Soutěž probíhá systémem podzim–jaro. Mistr ligy si na začátku příští sezóny zahraje francouzský superpohár Trophée des champions s vítězem poháru Coupe de France.
První dva týmy se kvalifikují přímo do základní skupiny Ligy mistrů, třetí míří do 3. předkola, po kterém následuje play-off o základní skupinu. Tým na čtvrtém místě se kvalifikuje do základní skupiny Evropské ligy, pátý umístěný se takto kvalifikuje v případě, že je vítěz domácího poháru Coupe de France díky francouzské lize již kvalifikován v Lize mistrů nebo se umístil čtvrtý. Pokud se tým na pátém místě nekvalifikoval do Evropské ligy, patří mu jako jedinému francouzskému celku účast v play-off Evropské konferenční ligy.
Poslední dvě mužstva pak sestupují přímo do Ligue 2, ze které naopak stejný počet přímo postupuje do Ligue 1. Třetí mužstvo odspodu hraje baráž. V případě bodové rovnosti rozhoduje o pořadí gólový rozdíl mezi vstřelenými a inkasovanými brankami za celou sezónu a případně i počet vstřelených gólů celkově.
Několik desetiletí je se soutěží spjat monacký klub AS Monaco, její osminásobný vítěz, neboť Monacké knížectví postrádá vlastní ligovou soutěž.

## Liga
Ligue 1 se účastní 20 týmů. V jejích začátcích byl formát totožný jako v předešlé soutěži Coupe Sochaux, tedy dvě skupiny po 10 týmech, jejichž vítězové se utkaly o prvenství. Již sezóna 1933/34 přinesla jednu ligovou tabulku se 14 týmy, před Druhou světovou válkou vystoupal počet týmů na 16 a po válce na 18. V 60. letech se liga rozrostla na 20 účastníků. Od sezóny 1932/33 v ní hrálo celkem 79 různých týmů.
Situace okolo postupujících a sestupujících se změnila v sezóně 2015/16, kdy namísto tří týmů sestupovaly jen dva. Již další sezónu 2016/17 bylo poprvé od roku 1993 zavedeno play-off mezi týmem na 18. místě v první lize a týmem na 3. místě v lize druhé.
Kvůli exportu nadějných fotbalistů do zahraničí a dlouhodobou pozici až páté západní ligy se liga přezdívá „farmářskou ligou“. Dalším důvodem této přezdívky může být také to, že poslední dobou dominuje lize jeden klub (2002-2008 Lyon, od roku 2013 s přestávkami PSG).

## Evropské úspěchy
Jednoho ze dvou finalistů premiérového ročníku Poháru mistrů evropských zemí (předchůdce Ligy mistrů UEFA) dodala Francie – remešský klub Stade Reims, který se stal prvním poraženým finalistou, poté co roku 1956 podlehl Realu Madrid. Roku 1959 prohrálo Stade Reims finále s týmž soupeřem a i ve 20. století zůstalo jediným klubem země, kterému se do elitního evropského finále podařilo postoupit dvakrát. Jediným vítězem nejprestižnější evropské soutěže z Francie zůstává i v roce 2021 Olympique Marseille, které opanovalo úvodní ročník Ligy mistrů 1992/93. Napravilo tak finálové zklamání z ročníku 1990/91. Následně ovšem Marseille opustilo nejvyšší ligovou soutěž, kvůli korupčnímu skandálu bylo přeřazeno do druhé ligy. Semifinálovou čtveřici v sezóně 2019/20 Ligy mistrů nečekaně utvořily dvojice francouzských a německých klubů. Paris Saint-Germain poprvé dokráčelo do finále proti Bayernu Mnichov, který vyřadil Olympique Lyon, prohrálo však 0:1.
Druhou evropskou soutěž vyhrál v sezóně 2024/25 Paris Saint-Germen který ve finále ligy mistrů zdolal Inter Milan vysledkem 5:0. Jiné evroské trofeje francouzské kluby navzdory sedminásobné finálové účasti nezískali. Bordeaux roku 1996 neuspělo proti Bayernu, Marseille prohrálo finále téže soutěže v letech 1999, 2004 a 2018 a Bastia se stala poraženým finalistou roku 1978 ve dvojzápase proti PSV Eindhoven.

## Nejlepší kluby v historii

### Nejlepší kluby v historii podle počtu titulů (1932–dnes)
| Vítězové nejvyšší soutěže |                   |                                                                              |
| Klub                      | Mistrovské tituly | Vítězné roky                                                                 |
| Paris Saint-Germain FC    | 13                | 1986, 1994, 2013, 2014, 2015, 2016, 2018, 2019, 2020, 2022, 2023, 2024, 2025 |
| AS Saint-Étienne          | 10                | 1957, 1964, 1967, 1968, 1969, 1970, 1974, 1975, 1976, 1981                   |
| Olympique Marseille       | 9                 | 1937, 1948, 1971, 1972, 1989, 1990, 1991, 1992, 2010                         |
| AS Monaco FC              | 8                 | 1961, 1963, 1978, 1982, 1988, 1997, 2000, 2017                               |
| FC Nantes                 | 8                 | 1965, 1966, 1973, 1977, 1980, 1983, 1995, 2001                               |
| Olympique Lyon            | 7                 | 2002, 2003, 2004, 2005, 2006, 2007, 2008                                     |
| Stade Reims               | 6                 | 1949, 1953, 1955, 1958, 1960, 1962                                           |
| FC Girondins de Bordeaux  | 6                 | 1950, 1984, 1985, 1987, 1999, 2009                                           |
| Lille OSC                 | 4                 | 1946, 1954, 2011, 2021                                                       |
| OGC Nice                  | 4                 | 1951, 1952, 1956, 1959                                                       |
| FC Sochaux-Montbéliard    | 2                 | 1935, 1938                                                                   |
| FC Sète 34                | 2                 | 1934, 1939                                                                   |
| Olympique Lillois         | 1                 | 1933                                                                         |
| Racing Paris              | 1                 | 1936                                                                         |
| CO Roubaix-Tourcoing      | 1                 | 1947                                                                         |
| RC Strasbourg             | 1                 | 1979                                                                         |
| AJ Auxerre                | 1                 | 1996                                                                         |
| RC Lens                   | 1                 | 1998                                                                         |
| Montpellier HSC           | 1                 | 2012                                                                         |

### Nejlepší kluby v historii podle počtu titulů (1893–1929)
| Vítězové nejvyšší soutěže  |                   |                              |
| Klub                       | Mistrovské tituly | Vítězné roky                 |
| Standard Athletic Club     | 5                 | 1894, 1895, 1897, 1898, 1901 |
| Racing Roubaix             | 5                 | 1902, 1903, 1904, 1906, 1908 |
| Le Havre AC                | 3                 | 1899, 1900, 1919             |
| Stade helvétique Marseille | 3                 | 1909, 1911, 1913             |
| Club Français              | 1                 | 1896                         |
| Gallia Club Paris          | 1                 | 1905                         |
| Racing Paris               | 1                 | 1907                         |
| Tourcoing FC               | 1                 | 1910                         |
| Stade Raphaëlois           | 1                 | 1912                         |
| Olympique Lillois          | 1                 | 1914                         |
| CA Paris                   | 1                 | 1927                         |
| Stade Français FC          | 1                 | 1928                         |
| Olympique Marseille        | 1                 | 1929                         |

## Vítězové jednotlivých ročníků
Zdroj:
| Championnat de France de football USFSA (1893–1929)                                                   |                            |                            |                     |
| Ročník                                                                                                | Mistr                      | 2. místo                   | 3. místo            |
| 1893–1894                                                                                             | Standard Athletic Club     | White Rovers Paris         |                     |
| 1894–1895                                                                                             | Standard Athletic Club     | White Rovers Paris         |                     |
| 1895–1896                                                                                             | Club Français              | White Rovers Paris         |                     |
| 1896–1897                                                                                             | Standard Athletic Club     | White Rovers Paris         |                     |
| 1897–1898                                                                                             | Standard Athletic Club     | Club Français              |                     |
| 1898–1899                                                                                             | Le Havre AC                | Club Français              |                     |
| 1899–1900                                                                                             | Le Havre AC                | Club Français              |                     |
| 1900–1901                                                                                             | Standard Athletic Club     | Le Havre AC                |                     |
| 1901–1902                                                                                             | Racing Roubaix             | Racing Paris               |                     |
| 1902–1903                                                                                             | Racing Roubaix             | Racing Paris               |                     |
| 1903–1904                                                                                             | Racing Roubaix             | US Suisse Paris            |                     |
| 1904–1905                                                                                             | Gallia Club Paris          | Racing Roubaix             |                     |
| 1905–1906                                                                                             | Racing Roubaix             | CA Paris                   |                     |
| 1906–1907                                                                                             | Racing Paris               | Racing Roubaix             |                     |
| 1907–1908                                                                                             | Racing Roubaix             | Racing Paris               |                     |
| 1908–1909                                                                                             | Stade helvétique Marseille | CA Paris                   |                     |
| 1909–1910                                                                                             | Tourcoing FC               | Stade helvétique Marseille |                     |
| 1910–1911                                                                                             | Stade helvétique Marseille | Racing Paris               |                     |
| 1911–1912                                                                                             | Stade Raphaëlois           | AS Française               |                     |
| 1912–1913                                                                                             | Stade helvétique Marseille | FC Rouen                   |                     |
| 1913–1914                                                                                             | Olympique Lillois          | FC Sète 34                 |                     |
| • Francouzské mistrovství se v letech 1914–18 nehrálo, a to kvůli právě probíhající 1. světové válce. |                            |                            |                     |
| 1918–1919                                                                                             | Le Havre AC                | Olympique Marseille        |                     |
| • Francouzské mistrovství se v letech 1919–26 nehrálo.                                                |                            |                            |                     |
| 1926–1927                                                                                             | CA Paris                   | Amiens SC                  | Olympique Marseille |
| 1927–1928                                                                                             | Stade Français FC          |                            |                     |
| 1928–1929                                                                                             | Olympique Marseille        | Club Français              |                     |

| Division 1 (1932–2002)                                                                                  |                              |                          |                          |
| Ročník                                                                                                  | Mistr                        | 2. místo                 | 3. místo                 |
| 1932–1933                                                                                               | Olympique Lillois (1)        | AS Cannes                |                          |
| 1933–1934                                                                                               | FC Sète 34 (1)               | SC Fives                 | Olympique Marseille      |
| 1934–1935                                                                                               | FC Sochaux-Montbéliard (1)   | RC Strasbourg            | Racing Paris             |
| 1935–1936                                                                                               | Racing Paris (1)             | Lille OSC                | RC Strasbourg            |
| 1936–1937                                                                                               | Olympique Marseille (1)      | FC Sochaux-Montbéliard   | Racing Paris             |
| 1937–1938                                                                                               | FC Sochaux-Montbéliard (2)   | Olympique Marseille      | FC Sète 34               |
| 1938–1939                                                                                               | FC Sète 34 (2)               | Olympique Marseille      | Racing Paris             |
| • Francouzské mistrovství se v letech 1939 – 45 nehrálo, a to kvůli právě probíhající 2. světové válce. |                              |                          |                          |
| 1945–1946                                                                                               | Lille OSC (1)                | AS Saint-Étienne         | Racing Roubaix           |
| 1946–1947                                                                                               | CO Roubaix-Tourcoing (1)     | Stade Reims              | RC Strasbourg            |
| 1947–1948                                                                                               | Olympique Marseille (2)      | Lille OSC                | Stade Reims              |
| 1948–1949                                                                                               | Stade Reims (1)              | Lille OSC                | Olympique Marseille      |
| 1949–1950                                                                                               | FC Girondins de Bordeaux (1) | Lille OSC                | Stade Reims              |
| 1950–1951                                                                                               | OGC Nice (1)                 | Lille OSC                | Le Havre AC              |
| 1951–1952                                                                                               | OGC Nice (2)                 | FC Girondins de Bordeaux | Lille OSC                |
| 1952–1953                                                                                               | Stade Reims (2)              | FC Sochaux-Montbéliard   | FC Girondins de Bordeaux |
| 1953–1954                                                                                               | Lille OSC (2)                | Stade Reims              | FC Girondins de Bordeaux |
| 1954–1955                                                                                               | Stade Reims (3)              | Toulouse FC              | RC Lens                  |
| 1955–1956                                                                                               | OGC Nice (3)                 | RC Lens                  | AS Monaco FC             |
| 1956–1957                                                                                               | AS Saint-Étienne (1)         | RC Lens                  | Stade Reims              |
| 1957–1958                                                                                               | Stade Reims (4)              | Nîmes Olympique          | AS Monaco FC             |
| 1958–1959                                                                                               | OGC Nice (4)                 | Nîmes Olympique          | Racing Paris             |
| 1959–1960                                                                                               | Stade Reims (5)              | Nîmes Olympique          | Racing Paris             |
| 1960–1961                                                                                               | AS Monaco FC (1)             | Racing Paris             | Stade Reims              |
| 1961–1962                                                                                               | Stade Reims (6)              | Racing Paris             | Nîmes Olympique          |
| 1962–1963                                                                                               | AS Monaco FC (2)             | Stade Reims              | CS Sedan                 |
| 1963–1964                                                                                               | AS Saint-Étienne (2)         | AS Monaco FC             | RC Lens                  |
| 1964–1965                                                                                               | FC Nantes (1)                | FC Girondins de Bordeaux | Valenciennes FC          |
| 1965–1966                                                                                               | FC Nantes (2)                | FC Girondins de Bordeaux | Valenciennes FC          |
| 1966–1967                                                                                               | AS Saint-Étienne (3)         | FC Nantes                | Angers SCO               |
| 1967–1968                                                                                               | AS Saint-Étienne (4)         | OGC Nice                 | FC Sochaux-Montbéliard   |
| 1968–1969                                                                                               | AS Saint-Étienne (5)         | FC Girondins de Bordeaux | FC Metz                  |
| 1969–1970                                                                                               | AS Saint-Étienne (6)         | Olympique Marseille      | CS Sedan                 |
| 1970–1971                                                                                               | Olympique Marseille (3)      | AS Saint-Étienne         | FC Nantes                |
| 1971–1972                                                                                               | Olympique Marseille (4)      | Nîmes Olympique          | FC Sochaux-Montbéliard   |
| 1972–1973                                                                                               | FC Nantes (3)                | OGC Nice                 | Olympique Marseille      |
| 1973–1974                                                                                               | AS Saint-Étienne (7)         | FC Nantes                | Olympique Lyon           |
| 1974–1975                                                                                               | AS Saint-Étienne (8)         | Olympique Marseille      | Olympique Lyon           |
| 1975–1976                                                                                               | AS Saint-Étienne (9)         | OGC Nice                 | FC Sochaux-Montbéliard   |
| 1976–1977                                                                                               | FC Nantes (4)                | RC Lens                  | SC Bastia                |
| 1977–1978                                                                                               | AS Monaco FC (3)             | FC Nantes                | RC Strasbourg            |
| 1978–1979                                                                                               | RC Strasbourg (1)            | FC Nantes                | AS Saint-Étienne         |
| 1979–1980                                                                                               | FC Nantes (5)                | FC Sochaux-Montbéliard   | AS Saint-Étienne         |
| 1980–1981                                                                                               | AS Saint-Étienne (10)        | FC Nantes                | FC Girondins de Bordeaux |
| 1981–1982                                                                                               | AS Monaco FC (4)             | AS Saint-Étienne         | FC Sochaux-Montbéliard   |
| 1982–1983                                                                                               | FC Nantes (6)                | FC Girondins de Bordeaux | Paris Saint-Germain FC   |
| 1983–1984                                                                                               | FC Girondins de Bordeaux (2) | AS Monaco FC             | AJ Auxerre               |
| 1984–1985                                                                                               | FC Girondins de Bordeaux (3) | FC Nantes                | AS Monaco FC             |
| 1985–1986                                                                                               | Paris Saint-Germain FC (1)   | FC Nantes                | FC Girondins de Bordeaux |
| 1986–1987                                                                                               | FC Girondins de Bordeaux (4) | Olympique Marseille      | Toulouse FC              |
| 1987–1988                                                                                               | AS Monaco FC (5)             | FC Girondins de Bordeaux | Montpellier HSC          |
| 1988–1989                                                                                               | Olympique Marseille (5)      | Paris Saint-Germain FC   | AS Monaco FC             |
| 1989–1990                                                                                               | Olympique Marseille (6)      | FC Girondins de Bordeaux | AS Monaco FC             |
| 1990–1991                                                                                               | Olympique Marseille (7)      | AS Monaco FC             | AJ Auxerre               |
| 1991–1992                                                                                               | Olympique Marseille (8)      | AS Monaco FC             | Paris Saint-Germain FC   |
| 1992–1993                                                                                               | titul odebrán 1              | Paris Saint-Germain FC   | AS Monaco FC             |
| 1993–1994                                                                                               | Paris Saint-Germain FC (2)   | Olympique Marseille      | AJ Auxerre               |
| 1994–1995                                                                                               | FC Nantes (7)                | Olympique Lyon           | Paris Saint-Germain FC   |
| 1995–1996                                                                                               | AJ Auxerre (1)               | Paris Saint-Germain FC   | AS Monaco FC             |
| 1996–1997                                                                                               | AS Monaco FC (6)             | Paris Saint-Germain FC   | FC Nantes                |
| 1997–1998                                                                                               | RC Lens (1)                  | FC Metz                  | AS Monaco FC             |
| 1998–1999                                                                                               | FC Girondins de Bordeaux (5) | Olympique Marseille      | Olympique Lyon           |
| 1999–2000                                                                                               | AS Monaco FC (7)             | Paris Saint-Germain FC   | Olympique Lyon           |
| 2000–2001                                                                                               | FC Nantes (8)                | Olympique Lyon           | Lille OSC                |
| 2001–2002                                                                                               | Olympique Lyon (1)           | RC Lens                  | AJ Auxerre               |
| Ligue 1 (2003–2021)                                                                                     |                              |                          |                          |
| 2002–2003                                                                                               | Olympique Lyon (2)           | AS Monaco FC             | Olympique Marseille      |
| 2003–2004                                                                                               | Olympique Lyon (3)           | Paris Saint-Germain FC   | AS Monaco FC             |
| 2004–2005                                                                                               | Olympique Lyon (4)           | Lille OSC                | AS Monaco FC             |
| 2005–2006                                                                                               | Olympique Lyon (5)           | FC Girondins de Bordeaux | Lille OSC                |
| 2006–2007                                                                                               | Olympique Lyon (6)           | Olympique Marseille      | Toulouse FC              |
| 2007–2008                                                                                               | Olympique Lyon (7)           | FC Girondins de Bordeaux | Olympique Marseille      |
| 2008–2009                                                                                               | FC Girondins de Bordeaux (6) | Olympique Marseille      | Olympique Lyon           |
| 2009–2010                                                                                               | Olympique Marseille (9)      | Olympique Lyon           | AJ Auxerre               |
| 2010–2011                                                                                               | Lille OSC (3)                | Olympique Marseille      | Olympique Lyon           |
| 2011–2012                                                                                               | Montpellier HSC (1)          | Paris Saint-Germain FC   | Lille OSC                |
| 2012–2013                                                                                               | Paris Saint-Germain FC (3)   | Olympique Marseille      | Olympique Lyon           |
| 2013–2014                                                                                               | Paris Saint-Germain FC (4)   | AS Monaco FC             | Lille OSC                |
| 2014–2015                                                                                               | Paris Saint-Germain FC (5)   | Olympique Lyon           | AS Monaco FC             |
| 2015–2016                                                                                               | Paris Saint-Germain FC (6)   | Olympique Lyon           | AS Monaco FC             |
| 2016–2017                                                                                               | AS Monaco FC (8)             | Paris Saint-Germain FC   | OGC Nice                 |
| 2017–2018                                                                                               | Paris Saint-Germain FC (7)   | AS Monaco FC             | Olympique Lyon           |
| 2018–2019                                                                                               | Paris Saint-Germain FC (8)   | Lille OSC                | Olympique Lyon           |
| 2019–2020                                                                                               | Paris Saint-Germain FC (9) 2 | Olympique Marseille      | Stade Rennais FC         |
| 2020–2021                                                                                               | Lille OSC (4)                | Paris Saint-Germain FC   | AS Monaco FC             |
| 2021–2022                                                                                               | Paris Saint-Germain FC (10)  | Olympique Marseille      | AS Monaco FC             |
| 2022–2023                                                                                               | Paris Saint-Germain FC (11)  | Racing Lens              | Olympique Marseille      |
| 2023–2024                                                                                               | Paris Saint-Germain FC (12)  | AS Monaco FC             | Stade Brestois           |

Poznámky:
- 1  Titul získal Olympique Marseille, kterému byl v roce 1993 odebrán.
- 2  Sezóna byla 10 kol před koncem přerušena a za měsíc nařízením vlády zrušená z důvodu pandemie covidu-19

## Hráči
Francouzskou ligu, jednu z elitních ligových soutěží Západní Evropy, si zahrála řada fotbalových hvězd, včetně těch, které obdržely Zlatý míč (Ballon d'or) udělovaný sportovním magazínem France Football. Třetí ročník této ankety ovládl roku 1958 Raymond Kopa. Mistr Evropy Michel Platini ji ovládl třikrát po sobě v letech 1983 až 1985. V roce 1995 se stal jediným africkým vítězem této ankety George Weah z Libérie. V roce 1998 zvítězil Zinédine Zidane. Brazilec Ronaldinho vyhrál v roce 2005. Rekordman v anketě Zlatý míč, sedminásobný vítěz Lionel Messi z Argentiny si Ligue 1 zahrál v závěru kariéry. Jediným držitelem této ceny, který ji obdržel během působení ve Francii, byl v roce 1991 Jean-Pierre Papin.
| Deset hráčů s nejvíce starty | Deset hráčů s nejvíce starty | Deset hráčů s nejvíce starty | Deset hráčů s nejvíce starty                    | Deset hráčů s nejvíce starty |
| ---------------------------- | ---------------------------- | ---------------------------- | ----------------------------------------------- | ---------------------------- |
| Hráč                         | Hráč                         | Období                       | Kluby                                           | Počet utkání                 |
| 1.                           | Jean-Luc Ettori              | 1975–1994                    | Monaco                                          | 602                          |
| 2.                           | Dominique Dropsy             | 1972–1989                    | Valenciennes, Strasbourg, Bordeaux              | 596                          |
| 3.                           | Dominique Baratelli          | 1967–1985                    | Ajaccio, Nice, Paris Saint-Germain              | 593                          |
| 4.                           | Alain Giresse                | 1970–1988                    | Bordeaux                                        | 586                          |
| 5.                           | Sylvain Kastendeuch          | 1982–2001                    | Metz                                            | 577                          |
| 6.                           | Patrick Battiston            | 1973–1991                    | Bordeaux                                        | 558                          |
| 7.                           | Jacky Novi                   | 1964–1980                    | Marseille                                       | 545                          |
| 8.                           | Roger Marche                 | 1944–1962                    | Stade Reims                                     | 542                          |
| 9.                           | Jean-Paul Bertrand-Demanes   | 1969–1988                    | Nantes                                          | 532                          |
| -                            | Henri Michel                 | 1966–1982                    | Nantes                                          | 532                          |
| Deset nejlepších střelců     |                              |                              |                                                 |                              |
| Hráč                         | Hráč                         | Období                       | Kluby                                           | Počet gólů                   |
| 1.                           | Delio Onnis                  | 1972–1986                    | Monaco, Reims, Tours, Toulon                    | 299 (Ø 0,67)                 |
| 2.                           | Bernard Lacombe              | 1969–1987                    | Lyon, Saint-Étienne, Bordeaux                   | 255 (Ø 0,51)                 |
| 3.                           | Hervé Revelli                | 1965–1978                    | Saint-Étienne, Nice                             | 216 (Ø 0,56)                 |
| 4.                           | Roger Courtois               | 1932–1956                    | Sochaux, Troyes                                 | 210 (Ø 0,73)                 |
| 5.                           | Thadée Cisowski              | 1947–1961                    | Metz, Racing Paříž, Valenciennes                | 206 (Ø 0,72)                 |
| 6.                           | Roger Piantoni               | 1950–1966                    | Nancy, Reims, Nice                              | 203 (Ø 0,52)                 |
| 7.                           | Joseph Ujlaki                | 1947–1964                    | Stade Français, Sète, Nîmes, Racing Paříž, Nice | 190 (Ø 0,43)                 |
| 8.                           | Fleury Di Nallo              | 1960–1975                    | Lyon, Red Star                                  | 187 (Ø 0,44)                 |
| 9.                           | Carlos Bianchi               | 1973–1980                    | Stade Reims, Paris Saint-Germain, Strasbourg    | 179 (Ø 0,81)                 |
| -                            | Gunnar Andersson             | 1950–1960                    | Marseille, Bordeaux                             | 179 (Ø 0,76)                 |

- Za počtem gólů je v závorce průměr gólů na zápas

## Trofej a ocenění

### Trofej mistra

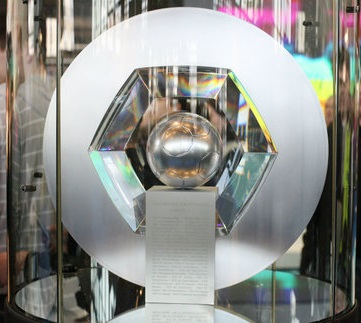
Mistrovská trofej

Trofej předávaná francouzskému mistrovi se nazývá L'Hexagoal a jejím autorem je francouzsko-argentinský umělec Pablo Reinoso. Tvar šestiúhelníku (hexagonu) je vyvozen z geografického tvaru kontinentální Francie. Samotný název „Hexagoal“ vzešel z internetového hlasování. Prvním oceněným klubem byl Olympique Lyon, a to v sezóně 2006/07. Existují dva modely trofeje, kdy jeden z nich je v držení ligového mistra a ten druhý je uchován u fotbalového svazu.
Předchozí trofej, jejímž autorem byl Andrée Putman, se udělovala jen několik let.

### Individuální ocenění
Národní unie profesionálních fotbalistů (Union Nationale des Footballeurs Professionels, UNFP) společně se svazem   (Ligue de Football Professionnel, LFP) uděluje každý měsíc ocenění pro nejlepšího hráče. Na konci sezóny uděluje na slavnostním ceremoniálu individuální ocenění pro nejlepší hráče Ligue 1 i Ligue 2. Vyjma ankety o nejhezčí gól hlasují sami hráči obou dvou ligových soutěží. Ocenění jsou to následující:
- Hráč roku
- Naděje roku
- Brankář roku
- Trenér roku
- Gól roku
- Tým roku

Udělování cen započalo v roce 1988 a od roku 1994 je vysíláno živě na Canal+. Od původního názvu Oscars du football se upustilo po stížnostech Americké akademie filmového umění a věd. V sezóně 2019/20 se ceny neudělovaly kvůli pandemii covidu-19.

## Finance

### Televizní práva
Řídící orgány ligy prodala výhradní vysílací práva dvěma společnostem provozujícím placené kanály Canal+ a beIN Sports. Zatímco Canal+ působilo ve francouzském fotbale dlouhodobě, beIN Sports kontrolovaný katarskou stanicí Al-Džazíra vstoupil na trh roku 2011. Francouzský fotbalový svaz tímto v součtu inkasoval částku 510 milionů eur za sezónu.
V roce 2018 do hry vkročila Mediapro, která za částku 800 milionů eur zakoupila tři ze čtyř vysílacích balíčků pro období let 2020 až 2024 a vystrnadila Canal+, exkluzivitu si však nezajistila. BeIN Sports si svoji pozici s balíčkem číslo 3 udržel.
Ligue 1 si finančně polepšila okolo roku 2006, když hodnota vysílacích práv na ni dosáhla na domácím trhu částky 647 milionů eur, zatímco anglické Premier League vynesl domácí trh o 38 milionů eur méně. Oproti zbylým čtyřem velkým evropským ligám však zaostávala na zahraničních trzích, které jí vynášely necelých 8 milionů eur, tedy setinu sumy domácího trhu.

### Sponzoring
Od roku 2020 je titulárním sponzorem společnost Uber Eats. Smlouva běžící do konce sezóny 2023/24 lize přináší od 15 do 17 milionů eur ročně.
Sponzorské názvy
- Ligue 1 Orange (2002–2008)
- Ligue 1 Conforama (2017–2020)
- Ligue 1 Uber Eats (2020–)